# سیگنوس سی‌آراس اورب-۳
سیگنوس سی‌آراس اورب-۳ (انگلیسی: Cygnus CRS Orb-3) فضاپیمای بدون سرنشین آمریکایی بود که جهت تأمین نیازهای سرنشینان ایستگاه فضایی بین‌المللی پرتاب شد. این فضاپیما که ساخت بخش خصوص بود به دلیل نقص فنی ۶ ثانیه پس از پرتاب در آسمان منفجر شد.

## نگارخانه

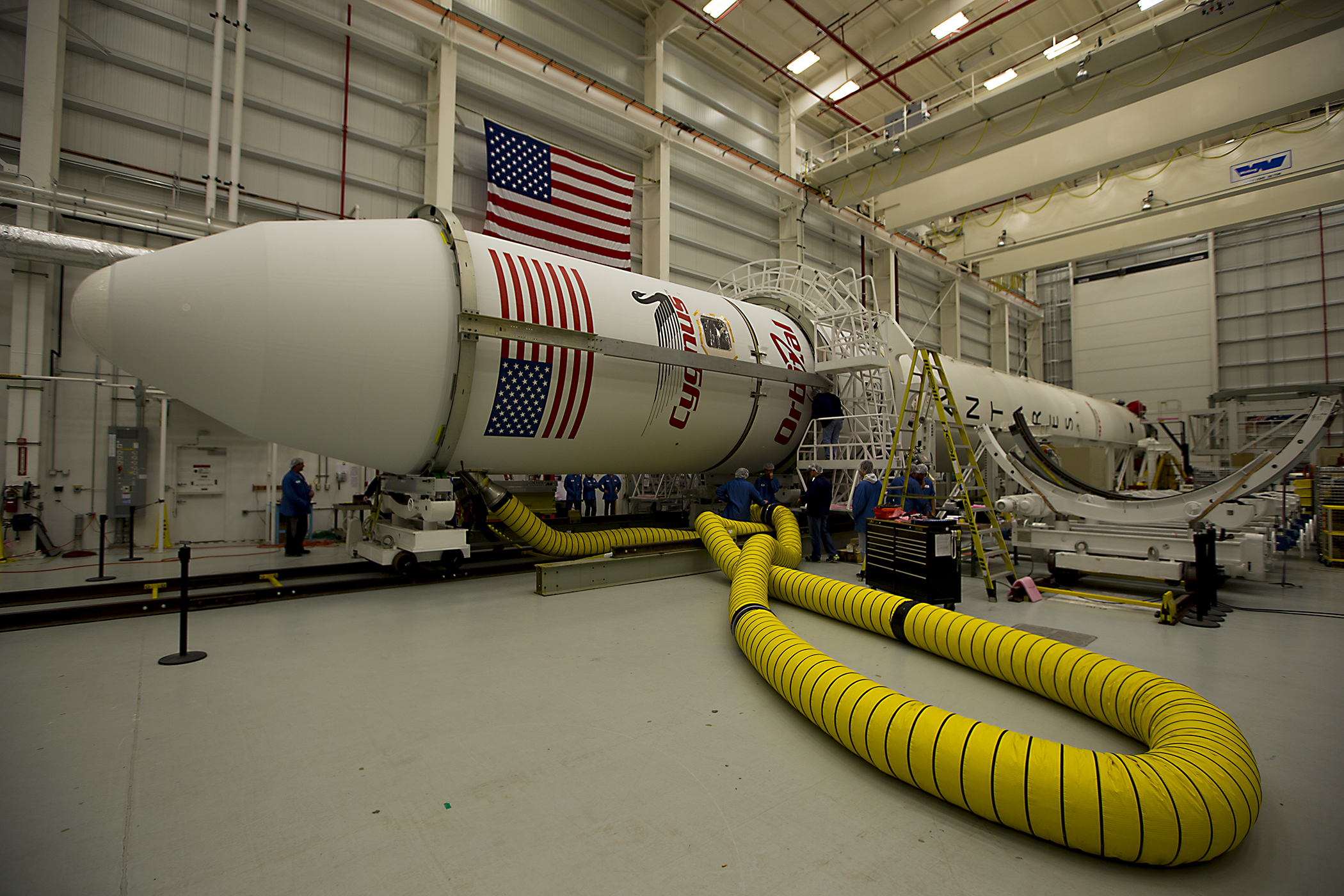
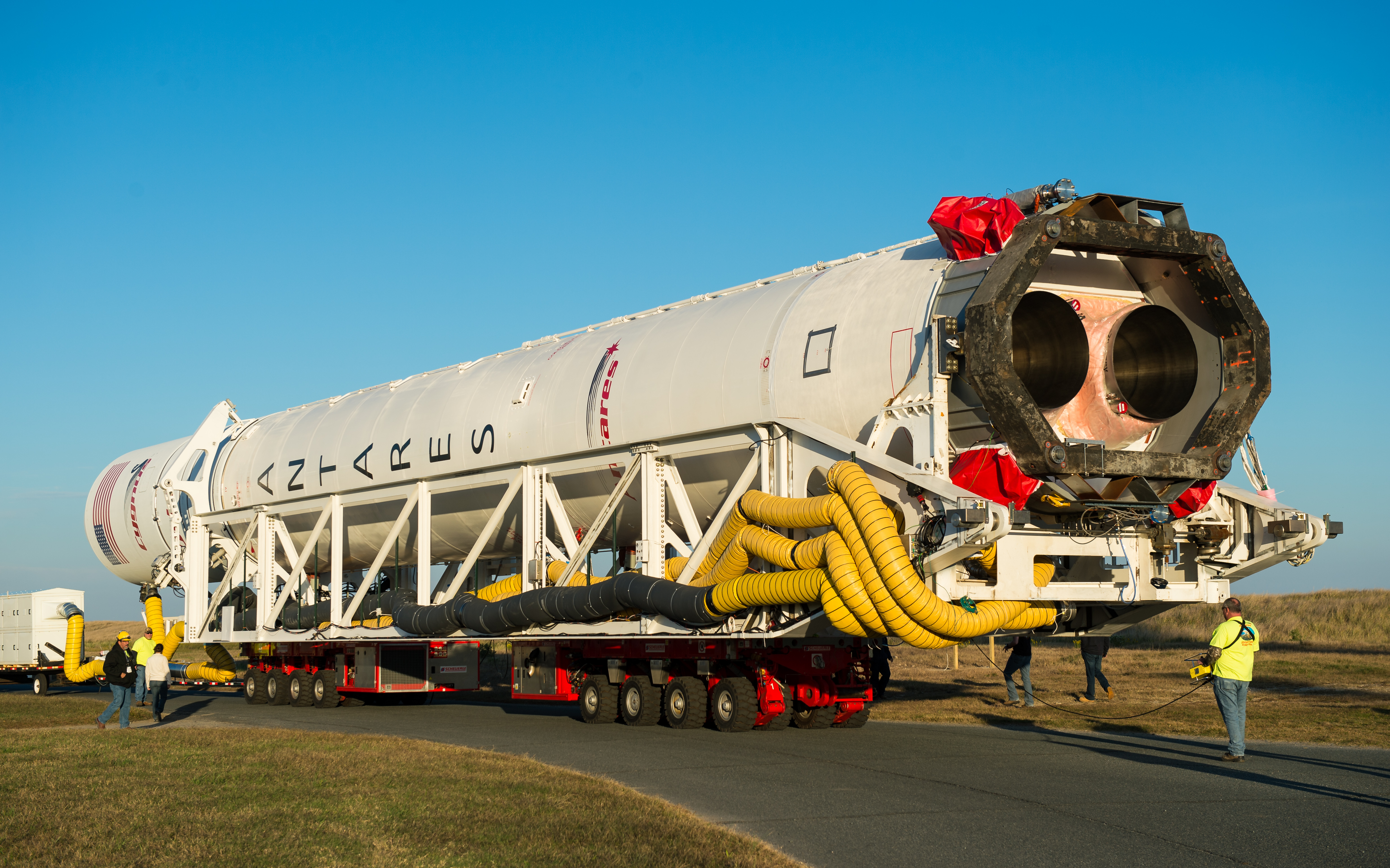
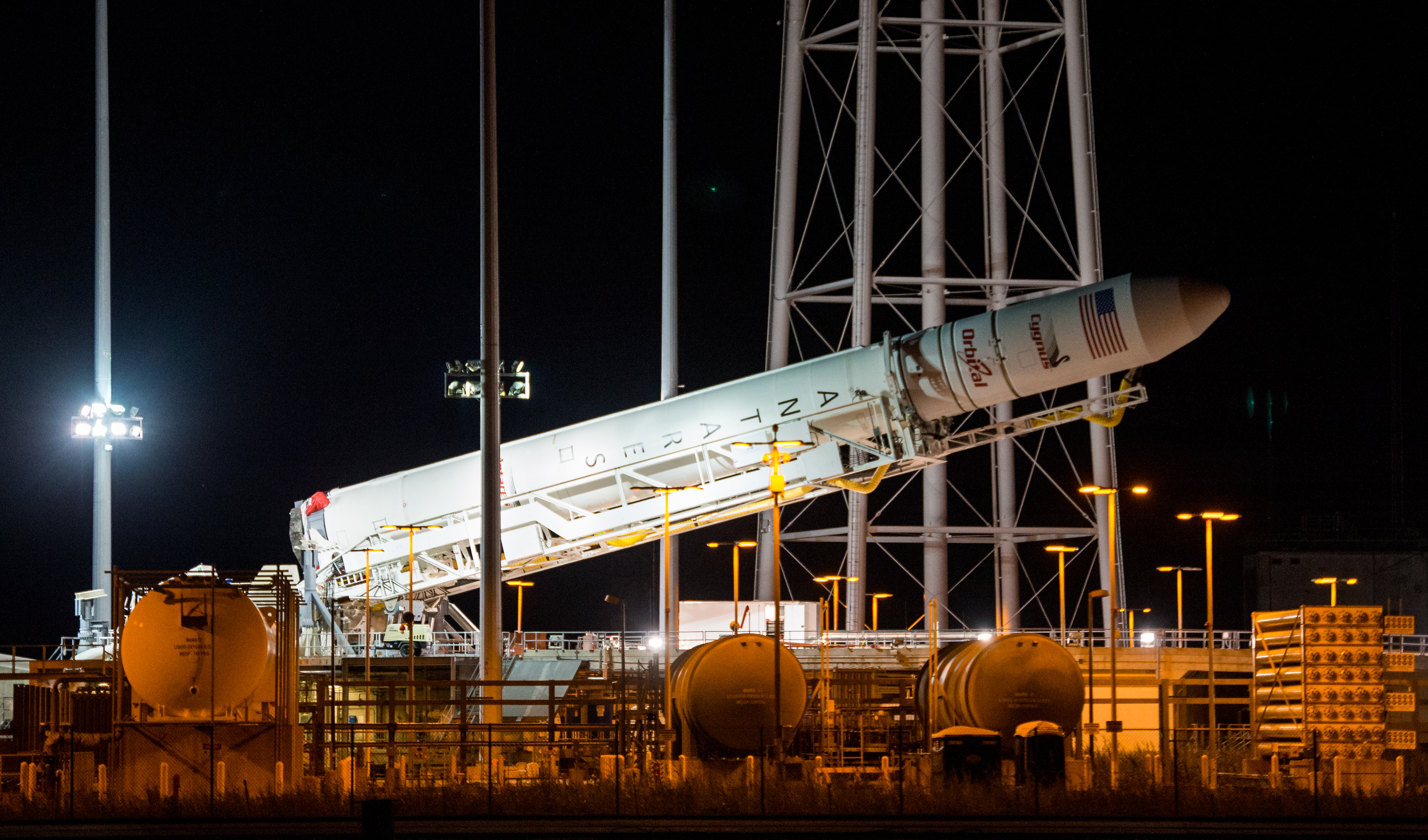
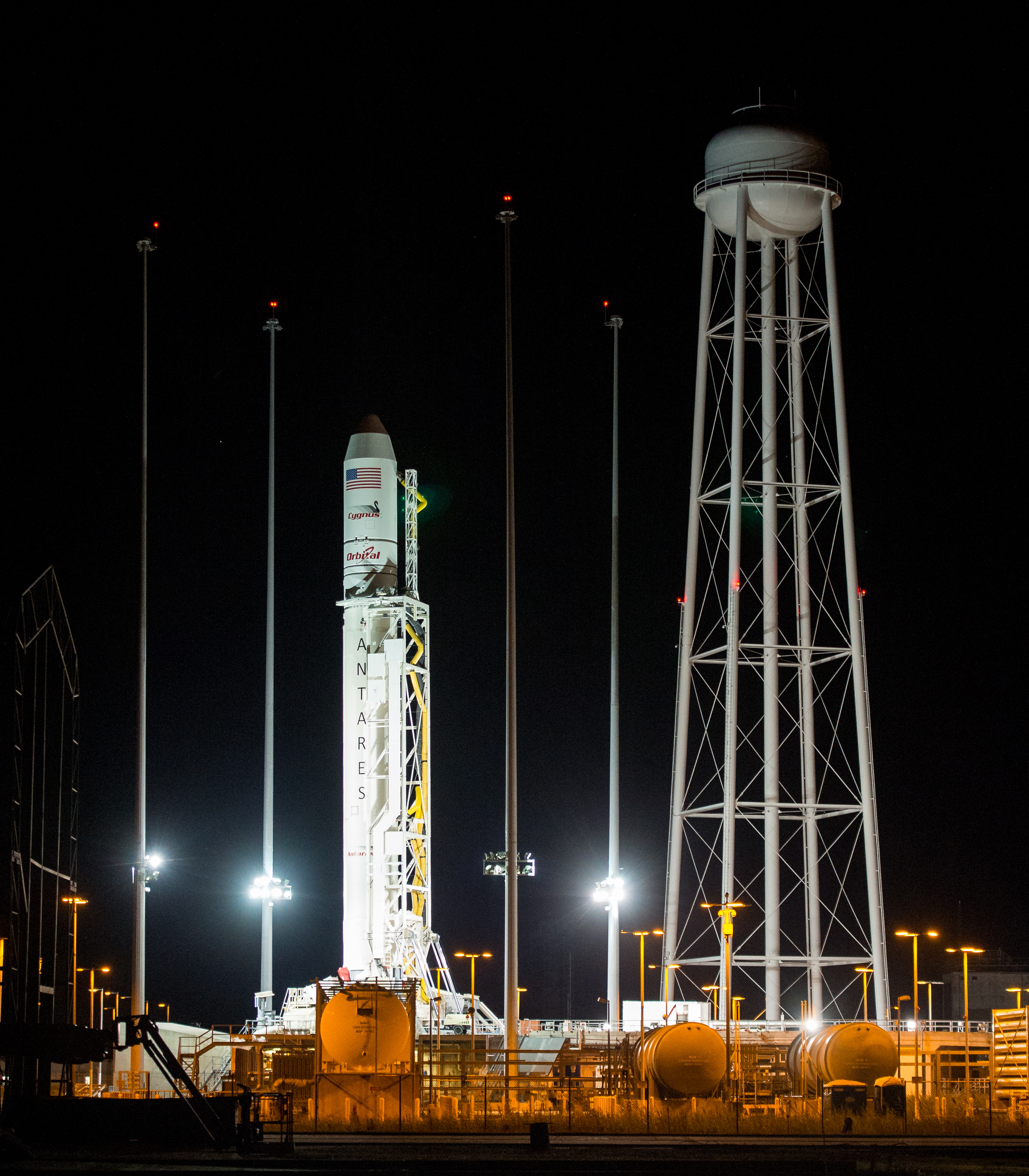
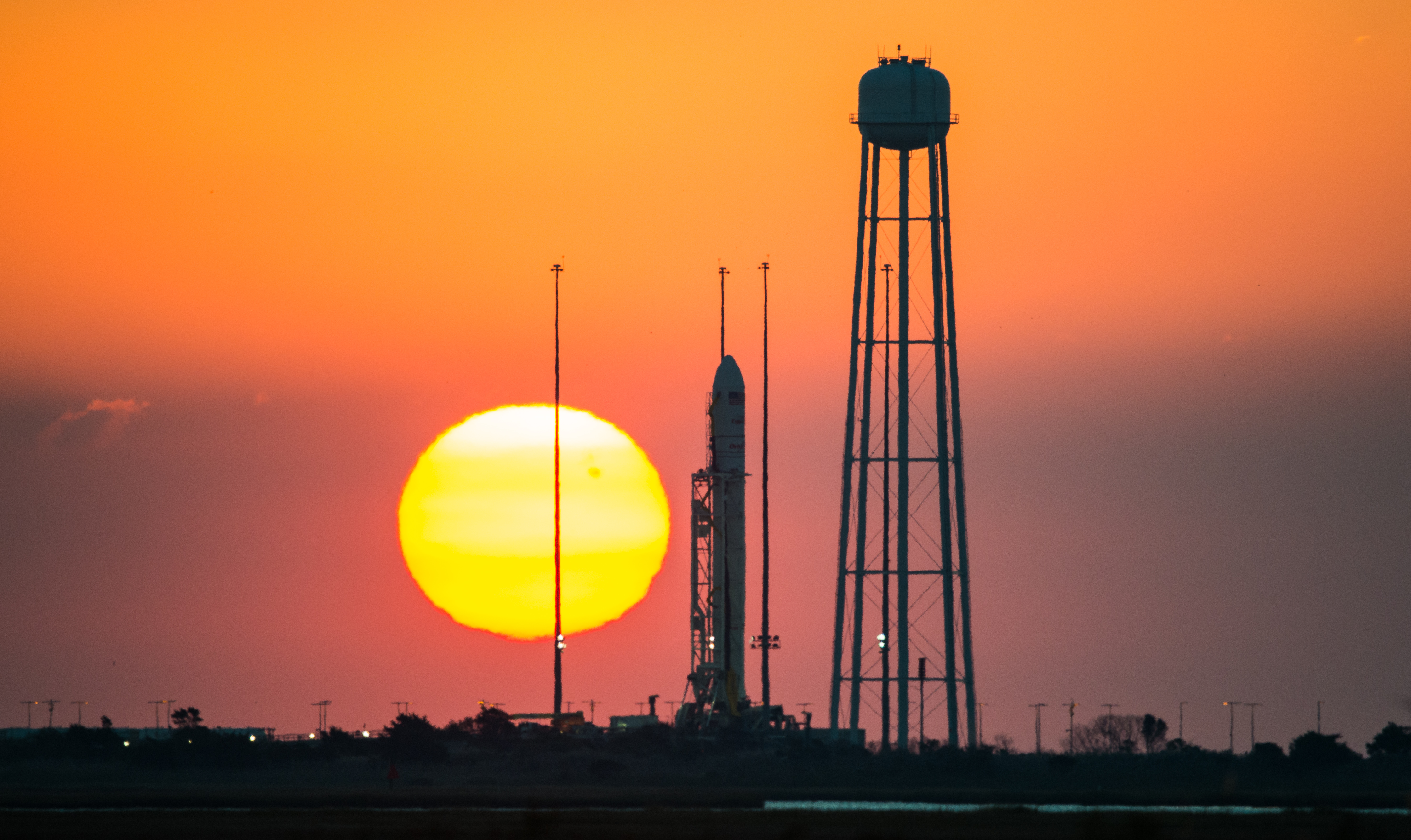
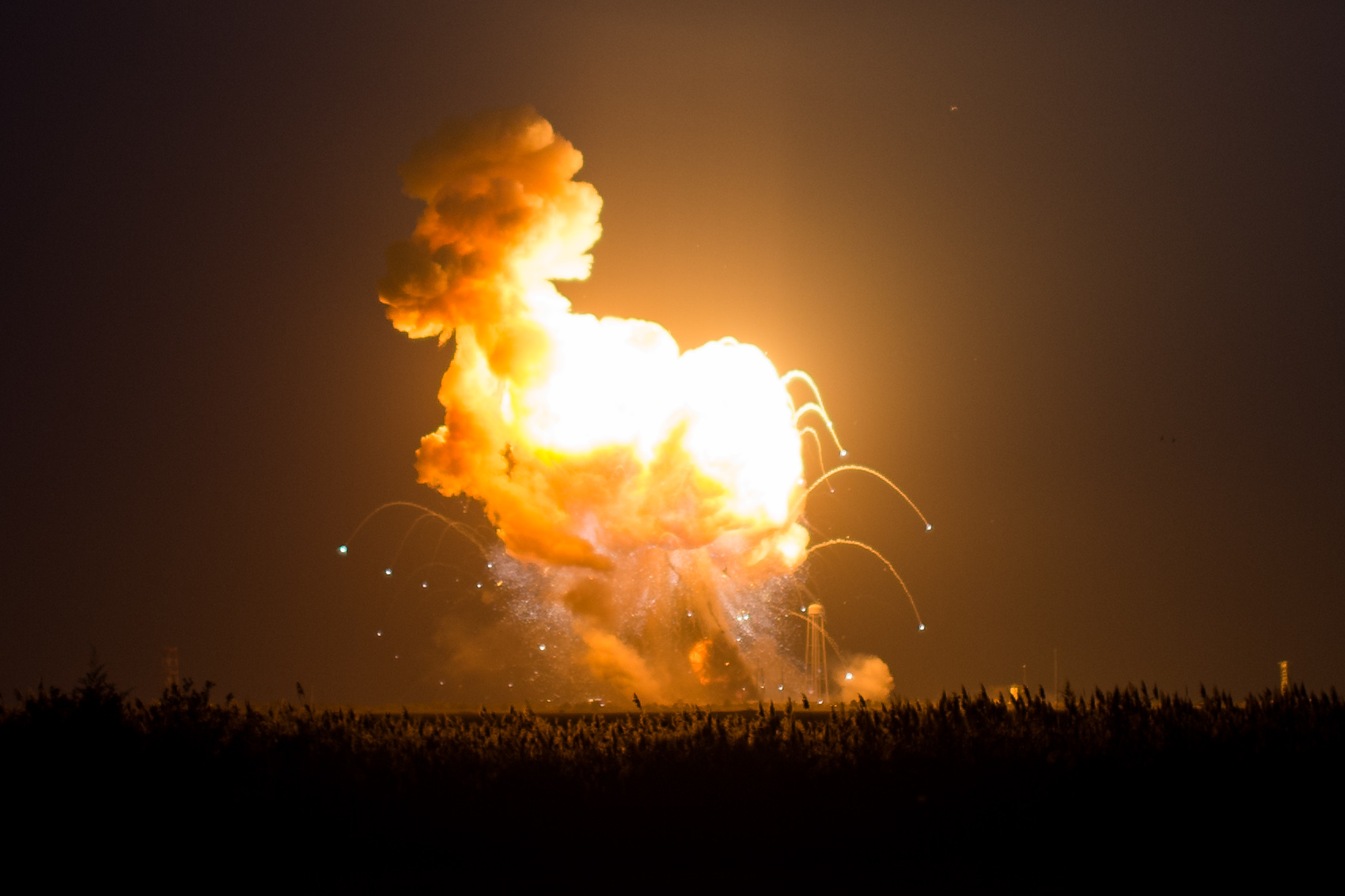